# Érik Comas
Érik Comas (ur. 28 września 1963 w Romans) – francuski kierowca Formuły 1. Zdobył mistrzostwo francuskiej Formuły 3 w 1988 roku, był też mistrzem Formuły 3000 w 1990 roku. W Formule 1 wystartował w 63 Grand Prix, debiutując 10 marca 1991 w USA. Na przestrzeni swojej kariery zdobył 7 punktów.